# Rachel Green
Rachel Karen Green è un personaggio della sitcom statunitense Friends, interpretata da Jennifer Aniston.

## Biografia del personaggio
Figlia di una famiglia molto facoltosa (insieme alle sorelle Amy e Jill, interpretate rispettivamente da Christina Applegate e Reese Witherspoon), all'inizio della sitcom lascia il fidanzato Barry sull'altare e si trasferisce a vivere da Monica Geller, sua amica ai tempi del liceo. Nonostante le sue aspettative e l'aria snob che la contraddistingue, Rachel per potersi mantenere è costretta ad accettare un lavoro da cameriera al Central Perk, luogo di ritrovo dei protagonisti della serie. Tuttavia nel corso della serie, lascerà il lavoro da cameriera (con grande dispiacere di Gunther, il suo datore, che ha sviluppato un'ossessione verso di lei), per tentare la carriera nel mondo della moda, sua grande aspirazione da sempre. Inizialmente viene assunta come segretaria per Bloomingdale's, sotto la dispotica Joanna. Tuttavia Joanna muore in un incidente e il dipartimento di Rachel viene chiuso. Viene trasferita al reparto degli acquisti personalizzati e in seguito troverà un lavoro più soddisfacente e redditizio da Ralph Lauren.
La relazione più importante e travagliata è stata con Ross Geller: Ross ha amato Rachel fin dai tempi della scuola, tuttavia lei lo aveva sempre considerato "il fratello maggiore scemo di Monica". Quando Rachel si trasferisce a casa della sorella di Ross, Monica, il ragazzo cerca di attirare nuovamente la sua attenzione, e alla fine riesce a mettersi insieme a lei. Tuttavia la gelosia di Ross nei confronti del rapporto di Rachel col collega Mark porta i due ad un furioso litigio che sfocia nella rottura del rapporto. In seguito entrambi si mostreranno sempre molto gelosi dei rispettivi nuovi partner. Il guaio più grosso lo farà però Ross al suo matrimonio con Emily, quando sull'altare, in seguito ad un fatale lapsus, pronuncerà il nome "Rachel".
Il matrimonio fra Ross ed Emily naufragherà a breve, ed in seguito ad un viaggio a Las Vegas Ross e Rachel si troveranno sposati, a causa dei fumi dell'alcol. I due saranno costretti a divorziare. Un'altra relazione cardine della vita di Rachel avviene quando assume come suo assistente alla Ralph Lauren Tag, un ragazzo più giovane di lei di 6 anni (come dirà lui quando Rachel ne compirà 30). Ma la relazione finisce poco tempo dopo a causa della troppa disparità, sia di anni che di maturità.
In seguito ad un'unica notte di passione, Rachel rimarrà incinta di Ross. I due diventeranno genitori della piccola Emma, e decideranno di vivere insieme per crescere la bambina, seppure solo da amici. Soltanto nella stagione finale i due si rimetteranno finalmente insieme rivelando il reciproco amore e promettendo di non separarsi più. Nel primo episodio dello spin-off Joey, il protagonista Joey Tribbiani dichiarerà, seppure indirettamente, che i due si sono sposati e hanno avuto un altro figlio.
Rachel ha il pianto facile e la fobia dell'oculista. Inoltre, ogni volta che riceve dei regali, li fa cambiare il giorno dopo, anche se comunque conserva quelli che contano davvero per lei.

## Concezione e sviluppo

### Concezione
Originariamente il personaggio si chiamava Rachel Robbins. Nonostante al debutto della serie sia critica che pubblico percepirono Monica come protagonista della serie, gli sceneggiatori avevano da sempre dato a Rachel la storyline più promettente. Similmente, prima di Rachel e Ross, la coppia centrale della serie sarebbe dovuta essere composta da Monica e Joey.

### Casting
Ultimo personaggio a cui è stato assegnato un attore, Rachel è stata interpretata da Jennifer Aniston, che tenne un'audizione poco dopo aver declinato un'offerta al Saturday Night Live. Il ruolo era stato offerto a Téa Leoni, che rifiutò per altri impegni televisivi con la serie The Naked Truth. La parte fu offerta anche a Courteney Cox, che rifiutò per interpretare Monica. Ad un certo punto, la Cox iniziò a pentirsi della sua scelta fino all'arrivo di un progresso notevole del suo personaggio.

## Influenza culturale
Rachel è diventata senza dubbi il breakout character della serie. Us Weekly l'ha definita il personaggio televisivo più amato dal pubblico degli ultimi due decenni. Harper’s Bazaar l'ha invece considerata il terzo personaggio femminile televisivo più influente, accreditandole la sua capacità di diffondere ideali di indipendenza femminile e di essere riuscita ad insegnare agli uomini come si trattano le donne nel corso delle dieci stagioni. Entertainmentwise ha notato l'influenza del personaggio su quello di Penny di The Big Bang Theory.
Sia Rachel che Jennifer Aniston diventarono icone della moda negli anni 90 grazie al loro impatto sull'abbigliamento femminile, in particolare fra le donne inglesi. Le viene spesso riconosciuto di essere uno dei personaggi meglio vestiti della televisione.